# فيليب-فرانسوا-جوزيف لي باس
فيليب-فرانسوا-جوزيف لي باس هو محامي وسياسي فرنسي، ولد في 4 نوفمبر 1765 في فريفينت في فرنسا، وتوفي في 28 يوليو 1794 في باريس في فرنسا بسبب إصابة بعيار ناري. نشط حزبياً في نادي اليعاقبة. وقد انتخب عضو المجلس العام ‏ وانتخب نائب فرنسي.